# 우미악

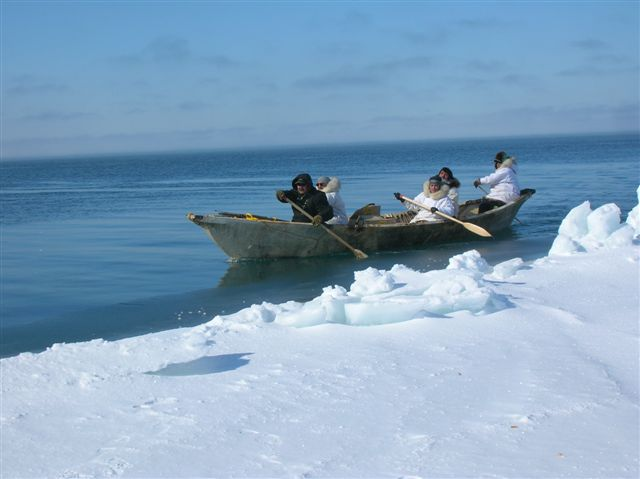
알래스카의 고래잡이 우미악

우미악(umiak)은 유픽과 이누이트가 사용하는 가죽 보트로, 시베리아에서 그린란드에 이르는 북극해 해안 전체에서 발견된다. 툴레인들이 처음 사용하기 시작한 것으로 보이며, 여름에는 사람을 나르고 겨울에는 고래나 바다코끼리 같은 짐승을 사냥하는 데 사용되었다.